# Стерлик Володимир Іванович
Володимир Іванович Стерлик (15 жовтня 1940, Полтава, Українська РСР, СРСР) - радянський весляр, бронзовий призер Олімпійських ігор, срібний призер чемпіонату світу, дворазовий чемпіон Європи, триразовий срібний призер чемпіонату Європи ., Заслужений майстер спорту СРСР (1967).

## Нагороди
- Почесна грамота Президента Російської Федерації (30 липня 2010 року)[2]/